# Big Crunch

Concepção artística do Big Crunch

O Big Crunch, ou em português, o Grande Colapso, é uma hipótese, segundo a qual o universo começaria no futuro a contrair-se, devido à atração gravitacional, até entrar em colapso sobre si mesmo.

## Princípio da elasticidade gravitacional
Até 1998 pensava-se que a velocidade com a qual as galáxias se afastam deveria diminuir com o tempo devido à atração gravitacional entre elas. A este princípio alguns astrofísicos chamam de "memória elástica" universal.
Pesquisas mais recentes (1998), baseadas em observações de supernovas extremamente distantes, comprovaram que a aceleração da expansão do universo é positiva, o que significa que a velocidade com a qual as galáxias se afastam umas das outras está aumentando, e não diminuindo como seria de se esperar pela atração gravitacional. Isso significa que o Universo está se expandindo cada vez mais rapidamente, acelerando, e os cosmólogos não vêem como essa situação poderá ser revertida. Para explicar este fato, novas teorias gravitacionais estão sendo formuladas, implicando noções como matéria escura e energia escura. A evidência da aceleração da expansão do universo é considerada como conclusiva pela maioria dos cosmólogos desde 2002, e com essa descoberta a hipótese do Big Crunch sofreu um grande revés.

## Densidade universal
O que provavelmente irá acontecer no futuro dependerá da comparação entre a atração gravitacional e a velocidade à qual o Universo se expande. A determinação da magnitude desta atração está relacionada com a densidade média da matéria no Universo.

### Universo aberto
Se a densidade média do Universo for inferior a um certo valor, conhecido como densidade crítica do universo, então a atração gravitacional que lhe está associada deverá ser demasiado pequena para impedir a expansão do Universo. Diz-se que o Universo é aberto ou ilimitado.

### Universo fechado
Se a densidade média do Universo for superior à densidade crítica, o Universo deixará, provavelmente, de se expandir e começará novamente a se contrair. Esta contracção irá ser acelerada e, eventualmente, produzirá o Big Crunch, que é o inverso do Big Bang. O Universo será fechado e limitado.

### Universo plano
Se a densidade média do Universo é exatamente igual à densidade crítica. Neste caso, a expansão do Universo não irá parar e aproximar-se-á cada vez mais do limite definido. O Universo será, então, plano.

## A densidade média X densidade crítica
De forma a poder decidir qual dos três hipotéticos futuros irá acontecer, os cosmólogos precisam conhecer a relação exata entre a densidade média do Universo e a densidade crítica, mas, infelizmente, nenhuma das densidades é rigorosamente conhecida. Atualmente, estima-se que as suas densidades diferem apenas de um pequeno factor, o que é suficiente para tornar difícil a decisão sobre se o Universo é aberto ou fechado, sugerindo ainda que ele possa ser plano. Ainda para dificultar, a fim de explicar certos fenômenos, foi postulada a existência de uma matéria negra, um tipo de matéria de difícil detecção, o que dificulta ainda mais a análise cosmológica.